# Šilo Malo (Crnikovac)
Koordinati:   43°50′45″N, 15°14′13″E
Šilo Malo je majhen nenaseljen otoček v Jadranskem morju. Pripada Hrvaški.
Otoček, ki se v nekaterih zemljevidih imenuje tudi Crnikovac, leži v Narodnem parku Kornati jugovzhodno od otočka Šilo Veliko. Njegova površina meri 0,021 km². Dolžina obalnega pasu je 0,63 km.